# Лобата
Лоба́та (порт. Lobata) — один із 7 районів у складі Сан-Томе і Принсіпі. Адміністративно належить до провінції Сан-Томе. Адміністративний центр — місто Гвадалупе.

## Географічне положення
Район розташований на півночі острова Сан-Томе. До складу району також входить сусідній дрібний острівець Кабраш.

## Населення
Населення району становить 20007 осіб (2012; 17251 в 2006, 15187 в 2001, 14173 в 1991, 11776 в 1981, 9361 в 1970, 7875 в 1960, 8190 в 1950, 9240 в 1940).

## Населені пункти
Нижче подано список найбільших населених пунктів району (повний список тут):
| Населений пункт   | Населення, осіб (2001) | Населення, осіб (2007) | Населення, осіб (2008) |
| ----------------- | ---------------------- | ---------------------- | ---------------------- |
| Конде             | 1585                   | 1777                   | 1807                   |
| Гвадалупе         | 948                    | 1063                   | 1081                   |
| Міколу            | 884                    | 991                    | 1008                   |
| Агуштінью-Нету    | 762                    | 854                    | 869                    |
| Боа-Ентрада       | 614                    | 689                    | 700                    |
| Маянсу            | 575                    | 645                    | 655                    |
| Коррея            | 558                    | 626                    | 636                    |
| Бела-Вішта        | 499                    | 560                    | 569                    |
| Санту-Амару       | 494                    | 554                    | 563                    |
| Алдеаменту-де-Боа | 427                    | 479                    | 487                    |

## Спорт
В районі є кілька футбольних команд:
- Амадур (футбольний клуб) (Міколу);
- Бела Вішта (футбольний клуб) (Невіш);
- ФК «Невіш» (Невіш).